# Alcóntar
Alcóntar es un municipio español de la provincia de Almería, Andalucía, situado en la comarca del Almanzora y a 95 km de la capital de provincia, Almería. Cuenta con una población de 557 habitantes (INE 2024).. Su extensión es de 94 km² y tiene una densidad de 6,14 hab/km².

## Toponimia
No existe una versión única sobre el origen del nombre de Alcóntar. Por una parte, hay quienes defienden un origen árabe, en consonancia con una gran cantidad de topónimos de la zona, ﺍﻟﻘَﻨْﻄَﺮَﺓ, al - qanṭara, cuyo significado sería puente, y que estaría relacionado con otros municipios como Alcántara, Alcantarilla y Alconétar.
Existen otras fuentes que sostienen un origen íbero o incluso protovascuence, alko-on-tar, que quiere decir el río junto a las viñas.

## Geografía física
Limita con Serón, Gérgal de la provincia de Almería y Caniles de la provincia de Granada. Está formado por dos núcleos principales de población, Alcóntar y El Hijate. Está asentada en el margen izquierdo del río Almanzora, situándose en el término municipal el nacimiento de este río.

### Clima
Influenciado por un clima Mediterráneo seco. Su término municipal es atravesado en el Sur por la Sierra de los Filabres.

### Riesgos naturales
El municipio de Alcóntar todavía no cuenta con un PTEL que cumpla con la Ley 5/2010 sobre autonomía local.

## Historia
Alcóntar se constituyó como municipio independiente a finales del siglo XIX, escindiéndose del municipio de Serón el 10 de noviembre de 1888. La zona del actual núcleo de Alcóntar ha sido habitada desde la prehistoria como lo atestiguan restos  arqueológicos del Mesolítico o Neolítico encontrados en la Cerrá de Alcóntar. También se han encontrado restos de  Terra Sigilata Hispánica de la época romana.

La época islámica comportó la construcción de las acequias y la introducción de numerosos cultivos frutales. El nombre mismo de la población, de origen árabe quizás haga referencia al puente que aún existe en la población. El pago de Alcóntar era ampliamente cultivado por los moriscos en el momento de la rebelión morisca (1568-1570). La captura del castillo de Serón el 28 de febrero de 1570 y la entrada de las tropas de  Don Juan de Austria,  ha quedado reflejada en un poema, de tradición oral, que narra la toma del pueblo por las tropas de este noble, y que ha perdurado en la memoria oral de los habitantes del pueblo:
Caballeros de la historia, jinetes de las mesnadas que lavaron sus heridas en las cristalinas aguas de estos barrancos agrestes con puñales de pizarra.
Vinieron al río Almanzora, haciendo historia de España los caballeros del Rey, a caballo y con armas, según las crónicas cantan, atravesando estas tierras con banderas de esperanza.

¡Toda la plana mayor del General Don Juan de Austria!. Antes lo hicieron los Reyes Fernando e Isabel la Santa, luchando por conseguir toda la unidad de España.
Este episidio también ha quedado recogido en la tradición de Moros y cristianos.
El Libro del Apeo de Serón recoge el repartimiento de las tierras de los moriscos que se hizo en 1572 y donde se recogen tanto los pobladores moriscos de la zona como los repobladores que llegaron principalmente de la actual provincia de Guadalajara o Valencia. Algunos de estos pobladores acabaron dando nombre a cortijadas como los Blanque del Saúco, los Domene, los Checa, los Rubios,... 
En el siglo XVII se construye la iglesia parroquial y en 1752 la población, aún parte de Serón, aparece en el Catastro de Ensenada donde se menciona la existencia de un molino harinero. A raíz de las crisis cerealísticas posteriores, el cultivo de la patata se hará popular a partir del siglo XIX.

## Geografía humana

### Organización territorial
Además de la cabecera municipal, Alcóntar cuenta también con varias entidades de población según el nomenclátor publicado por el Instituto Nacional de Estadística: Aldeire, Amarguilla, Los Blánquez, Los Domenes, El Hijate, Los Santos y Pilancón.

### Demografía
Cuenta con una población de 557 habitantes (INE 2024).
| Gráfica de evolución demográfica de Alcóntar entre 1897 y 2021 |
| |
| Población de derecho según los censos de población del INE. Población de hecho según los censos de población del INE.Entre el censo de 1897 y el anterior, aparece este municipio porque se segrega del municipio Serón por acuerdo de la Diputación de 10 de noviembre de 1888. |

### Economía
Su situación, tan cerca del nacimiento del río Almanzora, le proporciona una fuente de riqueza acuífera. La economía actual se centra en los sectores agrícola, ganadero, forestal y la industria cárnica.

#### Evolución de la deuda viva municipal
| Gráfica de evolución de Deuda viva del Ayuntamiento de Alcóntar entre 2008 y 2019                                |
| |
| Deuda viva del Ayuntamiento de Alcóntar en miles de Euros según datos del Ministerio de Hacienda y Ad. Públicas. |

## Política
Los resultados en Vélez-Rubio de las últimas elecciones municipales, celebradas en mayo de 2019, son:
| Elecciones Municipales - Alcóntar (2023) | Elecciones Municipales - Alcóntar (2023) | Elecciones Municipales - Alcóntar (2023) | Elecciones Municipales - Alcóntar (2023) | Elecciones Municipales - Alcóntar (2023) |
| Partido político                         | Partido político                         | Votos                                    | %Válidos                                 | Concejales                               |
| ---------------------------------------- | ---------------------------------------- | ---------------------------------------- | ---------------------------------------- | ---------------------------------------- |
|                                          | Partido Popular (PP)                     | 250                                      | 60,53 %                                  | 4                                        |
|                                          | España Vaciada                           | 151                                      | 36,56 %                                  | 3                                        |
|                                          | PSOE                                     | 12                                       | 2,91 %                                   | 0                                        |

### Alcaldes
| Periodo   | Nombre                        | Partido |
| --------- | ----------------------------- | ------- |
| 1979-1983 | Manuel Requena Martínez       | UCD     |
| 1983-1987 | Manuel Moreno Blánquez        | AP      |
| 1987-1991 | Manuel Moreno Blánquez        | AP      |
| 1991-1995 | Pablo Iglesias Real           | PSOE    |
| 1995-1999 | Pablo Iglesias Real           | PSOE    |
| 1999-2003 | Luis Hernández Castaño        | PP      |
| 2003-2007 | Luis Hernández Castaño        | PP      |
| 2007-2011 | Antonio Ramón Salas Rodríguez | PP      |
| 2011-2015 | Antonio Ramón Salas Rodríguez | PP      |
| 2015-2019 | Antonio Ramón Salas Rodríguez | PP      |
| 2019-2023 | Antonio Ramón Salas Rodríguez | PP      |
| 2023-act. | Antonio Ramón Salas Rodríguez | PP      |

## Servicios

### Educación
La localidad de Alcóntar cuenta con un aula del centro de adultos SEP Trovero Castillo, perteneciente al término municipal de Serón. En ella, los habitantes de la localidad pueden alfabetizarse en las nuevas tecnologías de la información y la comunicación, preparar pruebas externas como las del graduado en ESO o el acceso a ciclos formativos.

### Sanidad
La localidad cuenta con dos consultorios, dependientes del Hospital de Baza, que dan servicio de lunes a viernes, y ubicados en la cabecera municipal y en El Hijate.

## Patrimonio

### Iglesia parroquial Nuestra señora del Rosario

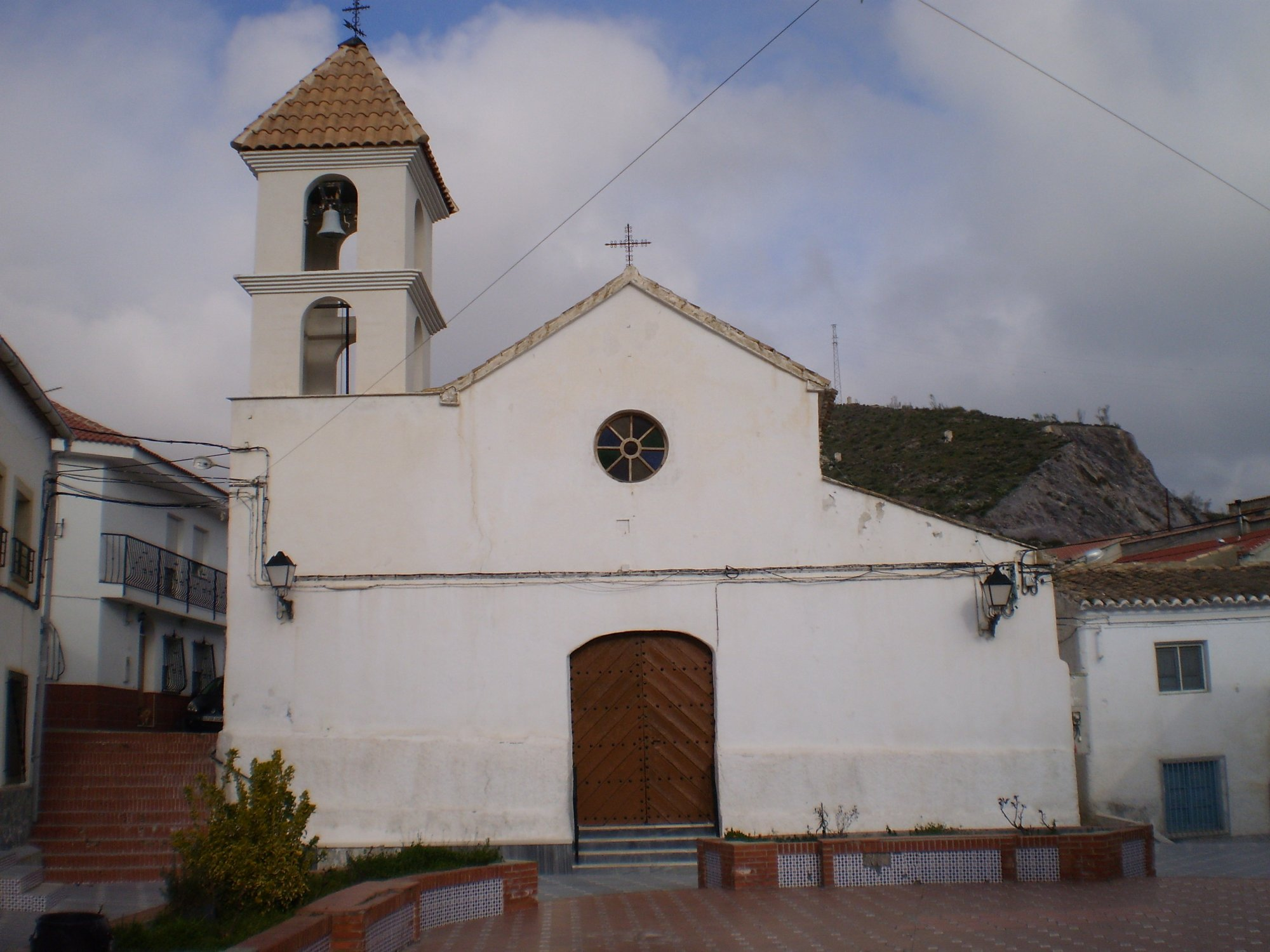
Iglesia parroquial de Alcóntar

En Alcóntar se encuentra la iglesia que data del siglo XVIII, que cuenta con una nave central y dos laterales. En la entrada hay un espacio destinado al coro y en lateral derecho se encuentra la pila bautismal. El altar fue renovado por las distintas aportaciones de los vecinos. Cuenta con numerosas imágenes, destacando La Virgen del Rosario como la patrona, San José, La Virgen del Carmen, Fátima y La Dolorosa.

### Gastronomía
La gastronomía representa la cultura de un pueblo. Está influenciada por el clima, la economía, los recursos naturales del lugar, las estaciones del año y las festividades religiosas. Entre sus comidas típicas podemos encontrar: Potaje blanco, Sopa de ajo, Migas, Olla de trigo, Gurullos, Gachas, Patas de cordero estofadas, Hornazos.

## Deportes
En el término municipal de Alcóntar se encuentra el sendero balizado de pequeño recorrido PR-A 12.